# 耶茨城 (伊利諾伊州)
耶茨城（英語：Yates City）是位於美國伊利諾伊州諾克斯縣的一個村落。

## 地理
耶茨城的座標為40°46′41″N 90°00′55″W / 40.77806°N 90.01528°W，而該地最高點為海拔高度204米（即669英尺）。

## 人口
根據2010年美國人口普查的數據，耶茨城的面積為1.27平方千米，當中陸地面積為1.27平方千米，而水域面積為0.00平方千米。當地共有人口693人，而人口密度為每平方千米545人。